# Hans Deutgen
Hans (Teodor) Deutgen (ur. 28 lutego 1917; zm. 3 października 1989) – szwedzki łucznik, czterokrotny mistrz świata. Startował w konkurencji łuków klasycznych.
Największym jego osiągnięciem były cztery złote mistrzostw świata indywidualnie. To rekord w ilości złotych medali zdobyty dotychczas w mistrzostwach świata indywidualnie przez jednego zawodnika.